# الغاضب 7
الغاضب 7 (بالإنجليزية: Furious 7)‏ (ويعرف أيضاً بأسم السريع والغاضب 7)، هو فيلم حركة أمريكي، مكمل لفيلم سنة 2013 السريع والغاضب 6 وهو الإصدار السابع ضمن سلسلة السريع والغاضب. الفيلم من تأليف كريس مورغان وإخراج جيمس وان. بطولة فين ديزل وبول ووكر ودوين جونسون وميشيل رودريغز وجوردانا بروستر وتيريس جيبسون ولوداكريس وكورت راسل وجيسون ستاثام.
الفيلم يعد الظهور السينمائي الأخير للممثل بول ووكر، الذي توفي في 30 نوفمبر ، 2013، مع تصوير نصف الفيلم. بعد وفاة والكر، تم تأجيل الفيلم ليتم إعادة كتابة النص وتم استخدام أخويه كيلب وكودي لإكمال بقية مشاهد أخوهما الراحل. صدر الفيلم في 2 أبريل بالشرق الأوسط وفي 3 أبريل بالولايات المتحدة. ويعد الفيلم الأول في السلسلة الذي يصدر عالمياً بتقنية ثلاثي الأبعاد. تلقى الغضب 7 مراجعات إيجابية من النقاد وحقق نجاحاً كبير في شبابيك التذاكر.

## القصة
استكمالًا لأحداث الأجزاء السابقة، بعد مقتل (أوين شو) وفريقه أصبح باستطاعة دومينيك (فان ديزيل) وبرايان (بول ووكر) وفريقهما العودة إلي الولايات المتحدة وعيش حياةٍ طبيعيةٍ مُجددًا، ولكن (ديكارد) الأخ الأكبر لـ (أوين) يسعي للانتقام لمقتل أخيه من دومينيك، وبالتالي تصمم العصابة بأكملها على الانتقام من الرجل الذي قام بقتل صديقهم هان، وسيطاردونة بجهاز تتبع واختراق يسمي (God's Eye)، وشخص واحد فقط يستطيع استخدام هذا الجهاز، وهو مخترعه رمزي.

## طاقم التمثيل
- فين ديزل بدور دومينيك توريتو
- بول ووكر بدور براين أوكونر
- دوين جونسون بدور لوك هوبس
- ميشيل رودريغز بدور ليتي أورتيز
- تيريس جيبسون بدور رومان بيرس
- لوداكريس بدور تيج باركر
- جوردانا بروستر بدور ميا توريتو
- دجيمون هونسو بدور موس جيكيند
- توني جا بدور كيت
- روندا روزي بدور كارا.[7]
- كورت راسل بدور فرانك بيتي
- جيسون ستاثام بدور ديكارد شو
- إيلسا بتاكي بدور ايلينا نيفيز

## الإنتاج

### تطوير الفيلم
في 21 أكتوبر 2011، ذكرت صحيفة لوس أنجلوس تايمز أن يونيفرسال ستوديوز كانت تفكر في تصوير سلسلتين متتاليتين - فاست سكس وفاست سيفين - متتاليتين مع قصة واحدة تمتد عبر كلا الفيلمين. كلاهما من تأليف كريس مورغان وإخراج جاستن لين، الذي كان كاتب ومخرج السلسلة، على التوالي، منذ السريع والغاضب: قيادة طوكيو (2006). في 20 ديسمبر 2011، بعد إصدار فاست فايف (2011)، ذكر فين ديزل أنه سيتم تقسيم فاست سكس إلى قسمين، مع كتابة الفيلمين في وقت واحد، قال ديزل:
علينا أن ندفع هذه القصة، وعلينا أن نخدم كل هذه العلاقات الشخصية، وعندما بدأنا في رسم خطط كل ذلك، تجاوزنا ما يزيد عن 110 صفحات... قال الأستوديو: «لا يمكنك أن تضع كل هذه القصة في فيلم واحد لعين!»
ومع ذلك، في مقابلة في 15 فبراير 2012، ذكر دواين جونسون أن الجزء لن يتم تصويره في وقت واحد بسبب مشاكل الطقس في مواقع التصوير، وأن الإنتاج في فاست سيفين لن يبدأ إلا بعد الانتهاء من فاست سكس.
في أبريل 2013، خلال مرحلة ما بعد الإنتاج من السريع والغاضب 6 المُعاد تسميته، أعلن لين أنه لن يعود لإخراج الفيلم السابع، حيث أراد الاستوديو إنتاج الفيلم في موعد معجل لإصداره في صيف 2014. هذا من شأنه أن طلب من لين أن يبدأ مرحلة ما قبل الإنتاج على الجزء التالي أثناء مرحلة ما بعد الإنتاج في السريع والغاضب 6، والذي اعتبره لين أنه سيؤثر على جودة الإنتاج النهائي. على الرغم من الفجوة المعتادة التي تبلغ عامين بين الأجزاء السابقة، اختارت يونيفرسال متابعة الجزء الثاني بشكل أسرع نظرًا لوجود عدد أقل من سلاسل الأفلام الموثوقة من الاستوديوهات المنافسة، ومع ذلك، أشارت المقابلات اللاحقة مع لين إلى أن الفيلم السادس كان يقصد دائمًا أن يكون الجزء الأخير تحت إشرافه.
في أبريل 2013، تم الإعلان عن المخرج الأسترالي جيمس وان كمخرج للجزء، المعروف في الغالب بأفلام الرعب، مع عودة نيل إتش موريتز ومايكل فوتريل للإنتاج ومورغان لكتابة السيناريو، وهو الخامس له في السلسلة. في 16 أبريل 2013، أعلن ديزل أن الجزء الثاني سيصدر في 11 يوليو 2014. في مايو 2013، قال ديزل أن الجزء سيتم تصويره في لوس أنجلوس، وطوكيو، والشرق الأوسط.

### التصوير
بدأ التصوير الفوتوغرافي الرئيسي في أوائل سبتمبر 2013 في أتلانتا، كما تم التصوير في أبو ظبي أيضًا؛ اختار طاقم الإنتاج دبي؛ حيث سيستفيدون من نظام فوائد الإمارة بنسبة 30٪. تم إغلاق طريق بايكس بيك السريع في كولورادو في سبتمبر لتصوير بعض مشاهد القيادة.
في 16 سبتمبر، تم تصوير الفيلم مع بول ووكر بدوره جاك كما تم تصوير بنائه التوأم كيمسي، أمام مدرسة ابتدائية في أتلانتا. تم تصوير مشهد جنازة هان في مقبرة أوكلاند، مع الإضافات اللازمة للمشهد كونه «مشهد رائع وعصري، ضم جميع الأعراق بين سن 18 و 45». في مساء يوم 19 سبتمبر، انضم لوكاس بلاك إلى الإنتاج لمشهده الوحيد مع ديزل، في مرآب للسيارات في أتلانتا. تم تصوير مشاهد منفصلة مع ووكر أيضًا في نفس المكان في نفس الليلة.
في 24 أكتوبر، بعد أكثر من شهر من إنتاج الفيلم، غرّد جونسون بأنه بدأ التصوير للفيلم بعد أن اختتم فيلم هرقل. بعد خمسة أيام، نشر ديزل أول صورة لجونسون في جلسة التصوير، وذلك في مشهد المستشفى.
في 30 نوفمبر 2013، أثناء استراحة عطلة عيد الشكر، توفي ووكر، الذي يؤدي شخصية براين أوكونر، في حادث سيارة. في اليوم التالي، أعلنت شركة يونيفرسال أن الإنتاج سيستمر بعد تأخير سيسمح لصانعي الفيلم بإعادة صياغة الفيلم. في 4 ديسمبر 2013، علقت يونيفرسال الإنتاج لأجل غير مسمى. أكد وان لاحقًا أن الفيلم لم يتم إلغاؤه. في 22 ديسمبر 2013، أعلن ديزل أن الفيلم سيصدر في 10 أبريل 2015. في 27 فبراير 2014، ذكرت صحيفة هوليوود ريبورتر أن التصوير سيُستأنف في 1 أبريل، وأن طاقم الممثلين وطاقم العمل قد توجهوا إلى أتلانتا للاستعداد لحوالي ثمانية أسابيع أخرى من التصوير. انتهى التصوير الرئيسي في 10 يوليو 2014.

### المشاهد المثيرة

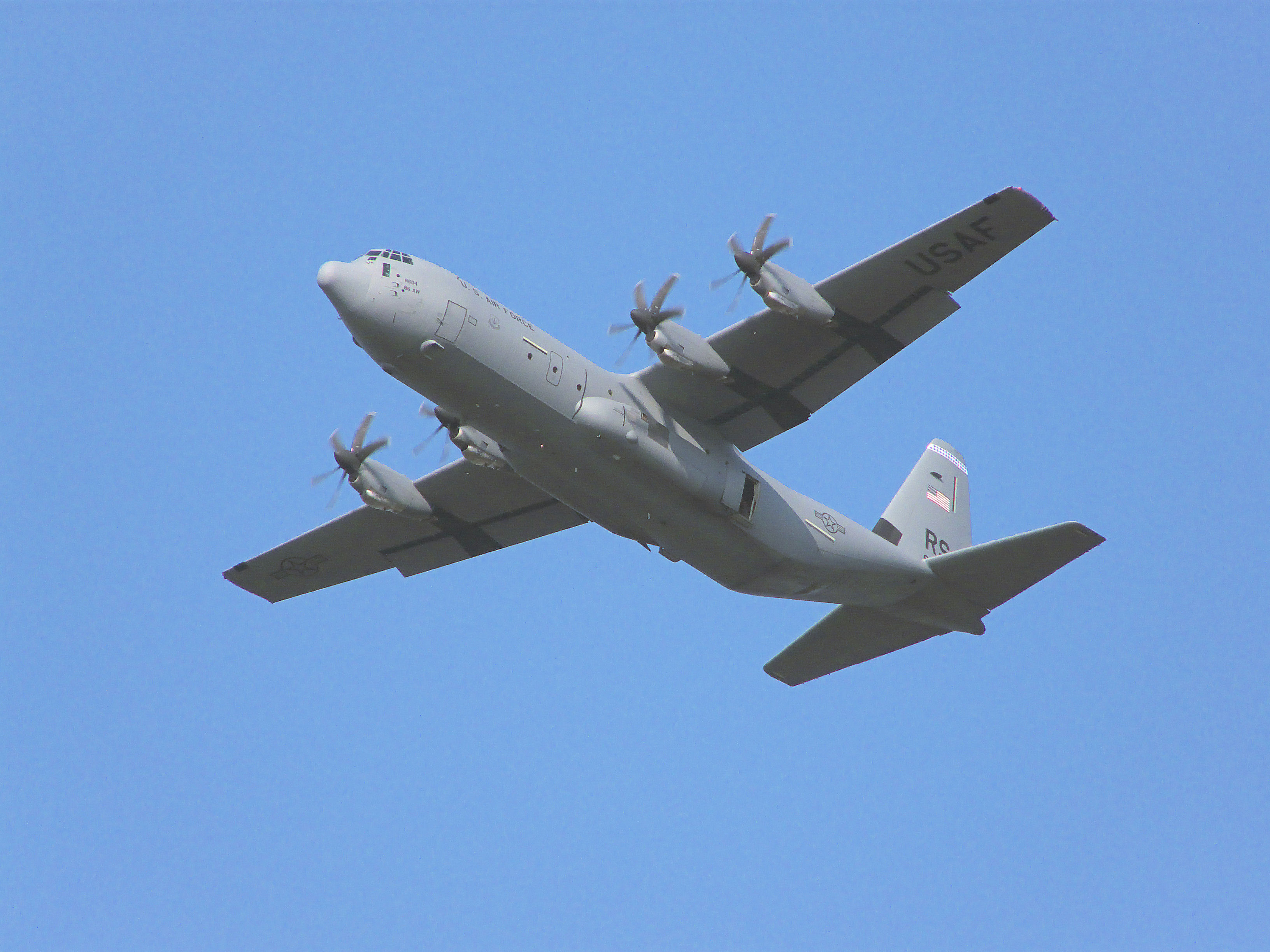
تم استخدام لوكهيد سي-130 هيركوليز في الفيلم لحمل المركبات التي ستنزل من ارتفاع 12000 قدم فوق صحراء سونوران، مما جعل السيارات تسقط بسرعة حوالي 130 إلى 140 ميلاً في الساعة.

تم تصميم تسلسل «الإنزال الجوي» بواسطة منسق الألعاب المثيرة، سبيرو رازاتوس، الذي أشرف أيضًا على الجزئين السابقين من السلسلة؛ فاست فايف وسرعة وغاضب 6. أخبر رزاتوس بيزنس إنسايدر أنه يريد الاعتماد أكثر على الأعمال المثيرة الحقيقية بدلاً من الصور المنشأة بالحاسوب لأنه أراد أن يصبح التسلسل الكامل «واقعي» ويلبي توقعات الجمهور. استغرق الأمر عدة شهور لحل مشاكل التصوير، كان لا بد من تركيب الكاميرات على السيارات بطريقة لن يتم تدميرها عندما تهبط السيارات، وكان على الطاقم أن يجد طريقة آمنة لإخراج السيارات من الطائرة. قاموا بتجربة سقوط سيارة واحدة من طائرة وبعدها قاموا بذلك ست مرات. تم إسقاط سيارات من طائرة لوكهيد سي-130 هيركوليز فوق صحراء أريزونا، ولكن تم تصوير لقطات قريبة تظهر السيارات وهي تهبط على طريق جبلي في كولورادو. كانت هناك طائرتان تحلقان على ارتفاع 12,000 قدم، أسقطت كل منهما سيارتين. تم تأمين مظلات أنظمة الاستعادة البالستية المزودة بنظام تحديد المواقع العالمي (GPS) لكل سيارة قبل إنزال الطائرة C-130. على ارتفاع 5000 قدم تقريبًا، تم فتح المظلات. تم استخدام أكثر من 10 كاميرات للتسلسل. بالإضافة إلى الكاميرات على الأرض، كانت هناك كاميرات تعمل عن بعد داخل الطائرة وثلاثة أخرى مثبتة خارج كل سيارة. كانت هناك كاميرات إضافية في طائرة هليكوبتر، حيث كان رازاتوس يراقب المراقبين. ارتدى ثلاثة من المتزلجين الذين استخدموا في التصوير كاميرات خوذة للمساعدة في تصوير التسلسل من عدة زوايا. كان غواصو السماء يقفزون قبل السيارات وأحياناً بعدها. بينما هبطت جميع السيارات في مناطق هبوطها، هبطت 70٪ بشكل مثالي و 30٪ لم تهبط بالشكل الصحيح. بالنسبة إلى المشاهد المقربة التي تُظهر الممثلين داخل سياراتهم، تم إرفاق أدوات الحركة العملاقة ذات نطاق 360 درجة بكل سيارة وتم تصويرها على شاشة خضراء لإعادة إنتاجها في السماء. الجزء الأخير من المشهد الذي يظهر فيه اصطدام السيارات بالطريق تم تصويره عدة مرات بشكل منفصل، وللحصول على ذلك بشكل صحيح، قام الفريق بإعداد نظام بكرة يحتوي على سيارات من ستة إلى عشرة أقدام فوق الأرض. عندما تم إنزالهم من الرافعات، تسابق السائقون الذين كانوا يجلسون في مقاعد السائق بمحركاتهم بسرعة حوالي 35 إلى 40 ميلاً في الساعة وانزلقوا على الأرض بأقصى سرعة. ثم تمت إزالة تلك الرافعات لاحقًا من الفيلم باستخدام أجهزة الكمبيوتر، لذلك، يدعي رازاتوس أن تسلسل إسقاط الهواء كان «حقيقيًا» وأنه سيكون «من الصعب تجاوزه».
المشهد الذي يظهر فيه برايان وهو يقفز من حافلة من جرف تم تأديته بواسطة كومبارس وتم كل ذلك بدون أي رسومات حاسوبية. تصوير هذا التسلسل بالذات جنبًا إلى جنب مع المشهد الذي يسعى فيه دوم وفريقه لإنقاذ رامزي لم يحدث تقريبًا بسبب عدم وجود إعفاءات ضريبية في كولورادو. أراد الاستوديو في الأصل تصوير تسلسل المشاهد في جورجيا، حيث توفر جورجيا إعفاءات ضريبية للمنتجات السينمائية، وكان من المقرر إضافة الأخشاب في الخلفية لاحقًا في مرحلة ما بعد الإنتاج، لكن نفى رازاتوس ذلك قائلًا: "الجمهور سيعرف [إنها صور منشأة بالحاسوب] وليست حقيقية" لن أشعر بالرضا حيال ذلك." تم التصوير أخيرًا في كولورادو.
تم استخدام إجمالي 340 سيارة في الفيلم، وتم تدمير أكثر من 230 سيارة أثناء صناعة الفيلم، بما في ذلك عدة سيارات مرسيدس بنز سوداء، وفورد كراون فكتوريا، وميتسوبيشي باجيرو. ظهر في الفيلم تدمير سيارة لايكن هايبرسبورت، تم ذلك بواسطة دابليو موتورز، كلف ذلك قيمة 3.4 مليون دولار، بدلاً من سيارة من إنتاجات سيارات هايبرسبورت السبعة الفعلية، كانت السيارة الفعلية التي تم تدميرها في الفيلم أقل تكلفة؛ حيث تم تصنيعها خصيصاً للفيلم. أثبت مشهد مطاردة الجبل والطريق السريع في ممر مونارك في كولورادو أنه أكثر المشاهد تدميراً حيث تم تدمير أكثر من 40 مركبة. تم إنشاء 10 في المائة فقط من مشاهد الحركة في الفيلم بواسطة الكمبيوتر، وحتى ذلك الحين، تم استخدام الكثير من الصور المنشأة بالحاسوب لمحو الأسلاك وغيرها من الأدوات البدائية التي تم استخدامها لتصوير السيارات والسائقين الحقيقيين أو لإضافة الخلفيات. استغرق الأمر أكثر من 3500 يوم عمل لإكمال الأعمال المثيرة المختلفة في الفيلم.

### إعادة تطوير شخصية ووكر
في يناير 2014، ذكرت مجلة تايم أن شخصية ووكر في الفيلم، برايان أوكونر، سوف تتقاعد بدلاً من القتل، وأنه سيتم تطوير مشاهد جديدة من أجل السماح باستمرار السلسلة بدونه. لإعادة تشابه ووكر، استأجر صانعو الأفلام شركة بيتر جاكسون «ويتا ديجيتال» للمؤثرات المرئية (والتي كانت قد أنتجت سابقًا صور غولوم في سلسلة سيد الخواتم وشخصية سيزار في سلسلة بلانيت أوف ذا ايبس). في البداية، كانت ويتا مقيدة بشدة بجودة المواد المرجعية المتاحة لمظهر ووكر الجسدي. في أبريل 2014، أُفيد أنه تم التعاقد مع أخوين ووكر وهما كالب وكودي، للعمل الاحتياطي. إن تشابههم القوي مع أخيهم الراحل يعني أن صانعي الأفلام يمكنهم استخدام مسح أجسادهم بدلاً من إعادة تكوين جسد ووكر بالكامل من الصفر. أظهر الفيلم وجه ووكر الأخير مركباً على أجساد إخوته أو الممثل جون بروذرتون في 350 مؤثر بصري. حيث تم استخدام 260 وجهًا تم إنشاؤه بواسطة الكمبيوتر، في حين أن 90 لقطة حقيقية لوجه ووكر كانت مستعارة من مقتطفات أو لقطات قديمة.

## الموسيقى التصويرية
قام برايان تايلر بتأليف الموسيقى التصويرية للفيلم، يعد برايان هو من سجل الموسيقى التصويرية للجزء الثالث والرابع والخامس من السلسلة. قال تايلر عن تجربته في التسجيل: «هناك عنصر عاطفي وفريد من نوعه في السريع والغاضب 7». «أعتقد أن الناس ستندهش حقًا من ذلك.» تم إصدار ألبوم صوتي للفيلم بواسطة تسجيلات أتلانتيك في 17 مارس 2015.

### الأغاني التي ظهرت في الفيلم
| الرقم | الاسم                    | المدة |
| ----- | ------------------------ | ----- |
| 1     | Furious 7                |       |
| 2     | Paratroopers             |       |
| 3     | Awakening                |       |
| 4     | Operation Ramsey         |       |
| 5     | Letty and Dom            |       |
| 6     | Battle Of The Titans     |       |
| 7     | Parting Ways             |       |
| 8     | Mountain Hijack          |       |
| 9     | Homecoming               |       |
| 10    | Beast In A Cage          |       |
| 11    | Homefront                |       |
| 12    | Vow For Revenge          |       |
| 13    | Party Crashers           |       |
| 14    | The Three Towers         |       |
| 15    | God's Eye                |       |
| 16    | When Worlds Collide      |       |
| 17    | Remembrance              |       |
| 18    | Hobbs Is The Cavalry     |       |
| 19    | Operation Carjack        |       |
| 20    | A Completely Insane Plan |       |
| 21    | Hamdulillah              |       |

- "Go Hard or Go Home" (ويز خليفة وإيجي أزيليا)[57]
- "Ride Out" (كيد إنك، وتايجا، ووالي، وواي جي وريتش هومي كوان)[58]
- "See You Again" (ويز خليفة وتشارلي بوث)
- "My Angel" (برينس رويس)
- "Hamdulillah" (ياسين السلمان وشادية منصور)
- "Get Low" (ديلان فرنسيس ودي جي سنيك)
- "Ay Vamos" (جي بالفين ونيكي جام وفرنتش مونتانا)
- "Tempest" (دفتونز)
- "Meneo" (فيتو بلانكو)

تلقى ت أغنية ويز خليفة وتشارلي بوث "See You Again" إشادة شعبية ونقدية، لعبت الأغنية في النهاية العاطفية للفيلم، وهي تكريمًا لبول ووكر. تم إدراجها في القائمة المختصرة لأغنية العام لجوائز بي بي سي الموسيقية وتم ترشيحها لأفضل أغنية أصلية في حفل توزيع جوائز جولدن جلوب الثالث والسبعين. كانت أغنية "See You Again" هي الأغنية الأكثر مبيعًا لعام 2015 في جميع أنحاء العالم، مع مبيعات مجمعة وواردات بلغت 20.9 مليون وحدة وفقًا لـ الاتحاد الدولي للصناعة الفونوغرافية.

## الإصدار
كان من المقرر عرض الفيلم في 11 يوليو 2014، ولكن تم تعليق الفيلم بعد وفاة بول ووكر في 30 نوفمبر 2013. في أكتوبر 2014، كشفت شركة يونيفرسال أن الفيلم أصبح رسمياً بعنوان غضب 7، وتم إصدار مقاطع فيديو خلف الكواليس مدتها سبع ثوانٍ بعنوان «7 ثوانٍ من 7».
كان من المقرر إطلاق الفيلم بعد ذلك في 10 أبريل 2015، ولكن تم الإعلان عن تقديم موعد عرض الفيلم لمدة أسبوع حتى 3 أبريل 2015. تم الإعلان الرسمي عن تغيير التاريخ في يوليو 2014. عُرِض فيلم الغضب 7 لأول مرة في مهرجان SXSW السينمائي في الساعة 12:07 صباحًا في مسرح باراماونت أوستن بتاريخ 16 مارس 2015. للمساعدة في ترويج الفيلم، تم إصدار توسع مستقل مجاني للعبة الفيديو فورزا هورايزون 2 في 27 مارس 2015، بعنوان «فورزا هورايزون 2 تقدم السريع والغاضب». في العرض الأول عالميًا في مسرح تي سي إل الصيني في لوس أنجلوس بتاريخ 1 أبريل 2015، قامت شركة آيماكس بتثبيت عرض ليزر جديد كان أول تثبيت من نوعه في الولايات المتحدة والثاني على مستوى العالم، بعد الهوبيت: معركة الجيوش الخمسة (2014)، والذي افتتح في مسرح Scotiabank في تورنتو في ديسمبر 2014.

### التوزيع غير القانوني
وفقًا لموقع تتبع الانتهاك Excipio، تم تنزيل الفيلم بشكل غير قانوني 2.59 مليون مرة في أربعة أيام (من 2 إلى 6 أبريل) من خلال مواقع التورنت المختلفة، مع اعتبار الهند الدولة الأعلى لتنزيل الفيلم بشكل غير قانوني، كانت الهند 578,000 عملية تنزيل تليها باكستان (321,000) والصين (289,000) والولايات المتحدة (251,000) والمملكة المتحدة (101,000). كشفت دراسة استقصائية أن معظم الهنود يميلون إلى اللجوء إلى انتهاك حقوق الطبع والنشر بسبب عدم توفرها، وبسبب المخاوف المتعلقة بالتسعير، وارتفاع تكاليف الإنترنت، والرقابة، ولكن السبب الرئيسي هو أن معظم الأفلام تم إصدارها بعد أشهر من مواعيدها في الولايات المتحدة. تم تنزيل الفيلم بشكل غير قانوني 44,794,877 مرة في عام 2015، مما يجعله الفيلم الأكثر قرصنة تم إصداره في ذلك العام وثاني أكثر فيلم من الأفلام المقرصنة بشكل عام.

### الإصدار المنزلي
تم إصدار الغضب 7 في 6 يوليو 2015 في المملكة المتحدة وتم إصداره عبر دي في دي والبلو راي في 28 يوليو 2015 في بلدان أخرى. يتميز إصدار البلو راي بإصدار جديد ممتد بالكامل ومشاهد محذوفة وأعمال مثيرة ومشاهد خلف الكواليس وفيديو موسيقي لـ ويز خليفة وتشارلي بوث "See You Again". تتضمن نسخة البلوراي والدي في دي لقطات من وراء الكواليس لمشهد "Race Wars" بما في ذلك مغنية الراب إيجي أزيليا وتطهر صناعة السيارات المعروضة في الفيلم. في الولايات المتحدة وكندا، باع الفيلم ما يقرب من 2.5 مليون نسخة على البلو راي والدي في دي في الأسبوع الأول من إصداره، مما يجعله الفيلم الأكثر مبيعًا للترفيه المنزلي والحركة الحية لعام 2015. تم تجاوز هذا الرقم القياسي في وقت لاحق من قبل العالم الجوراسي (2015) في الشهر التالي، والذي بدوره تجاوزه حرب النجوم: القوة تنهض (2015) بحلول نهاية العام.

## الاستقبال

### شباك التذاكر
حقق الغضب 7 353 مليون دولار في الولايات المتحدة وكندا (23.3٪) و1.163 مليار دولار (76.7٪) في بلدان أخرى، ليصبح مجموعه العالمي 1.516 مليار دولار، مقابل 190 مليون دولار من ميزانية الإنتاج. في جميع أنحاء العالم، يعد الفيلم رابع أعلى الأفلام ربحًا على الإطلاق، وثالث أعلى فيلم في عام 2015، الفيلم الأكثر ربحًا في السلسلة وثاني أعلى فيلم ليونيفيرسال بيكتشرز. كان أيضًا أسرع فيلم يصل إلى علامة المليار دولار في ذلك الوقت، وذلك خلال 17 يومًا؛ وهو أيضًا الفيلم العشرين الذي حقق أكثر من مليار دولار. كما أصبح الفيلم الأول الذي يجتاز مليون شخص في قبول 4DX في جميع أنحاء العالم. حسبت ددلاين هوليوود صافي ربح الفيلم ليكون 354 مليون دولار، عند احتساب جميع النفقات والإيرادات معًا، مما يجعله خامس أكثر إصدار ربحي لعام 2015.
في جميع أنحاء العالم، تم إصدار الغضب 7 عبر 810 مسرح آيماكس، كان أكبر طرح عالمي في تاريخ آيماكس، كان افتتاحه العالمي البالغ 397.6 مليون دولار هو خامس أعلى افتتاح على الإطلاق. حقق الفيلم في عطلة نهاية الأسبوع الافتتاحي على شاشات آيماكس إجمالي 20.8 مليون دولار. أصبح الغضب 7 أيضًا أول فيلم توزعه يونيفرسال بيكشرز كسب أكثر من مليار دولار في عرضه الأصلية.

#### أمريكا الشمالية وكندا
تم تعديل التوقعات الخاصة بعطلة نهاية الأسبوع الافتتاحية لـ الغضب 7 في الولايات المتحدة وكندا، بدءًا من 115 مليون دولار إلى 150 مليون دولار. تم افتتاحه يوم الجمعة، 3 أبريل 2015، عبر 4,004 مسرح، بما في ذلك 365 مسرح آيماكس، مما جعله أوسع افتتاح للسلسلة السريع والغاضب وأوسع إصدار افتتاحي لـ يونيفرسال على الإطلاق (حتى تجاوزه العالم الجوراسي والتوابع) وحقق 67.4 مليون دولار، مسجلاً عاشر أكبر إيرادات في يوم افتتاح. حصد الفيلم إجمالي إيرادات يوم الجمعة 15.8 مليون دولار في وقت متأخر من الليل (حيث بدأ العرض في الساعة 7 مساءً)، من 3069 مسرحًا، مما يمثل أعلى عرض لـ يونيفرسال في وقت متأخر من الليل، والذي نال 2.2 مليون دولار من عروض آيماكس، وهو ثالث أكبر معاينة لآيماكس على الإطلاق. بناءً على إجمالي أيام الجمعة (مع حذف إيرادات عروض الخميس)، فقد كسب 51.5 مليون دولار، وهو خامس أكبر دخل على الإطلاق. خلال يوم الأحد، 5 أبريل، كان إجمالي افتتاح عطلة نهاية الأسبوع 147.1 مليون دولار، محطمًا الرقم القياسي لأكبر افتتاح في أبريل (تم كسر الرقم القياسي لاحقًا بواسطة المنتقمون: الحرب اللانهائية (2018) بمبلغ 257.7 مليون دولار)، يعتبر الفيلم أكبر افتتاح في سلسلة السريع والغاضب، أكبر افتتاح لعيد الفصح (تم كسر الرقم القياسي بعد عام من قبل باتمان ضد سوبرمان: فجر العدالة (2016) بإجمالي 166 مليون دولار)، والفيلم هو رابع أكبر افتتاح لعام 2015، وثالث أكبر افتتاح ما قبل الصيف على الإطلاق والافتتاح الثالث عشر الأكبر على الإطلاق. نال الفيلم من إجمالي عروض آيماكس في عطلة نهاية الأسبوع الافتتاحي 13.3 مليون دولار، وهو ثاني أعلى فيلم على الإطلاق للأفلام ثنائية الأبعاد. شكل الافتتاح الكبير الممتاز 8٪ (11.5 مليون دولار) من إجمالي الافتتاح من 400 شاشات PLF، وهي أكبر افتتاحية PLF لثنائي الأبعاد. كان أسرع فيلم لشركة يونيفرسال يصل إلى 200 مليون دولار في ذلك الوقت، وقد فعل ذلك في ثمانية أيام.
في عطلة نهاية الأسبوع الثاني، توسع الفيلم إلى 4022 مسرحًا، وبذلك حطم الرقم القياسي الخاص به في كونه أكبر إصدار من يونيفرسال بيكشرز على الإطلاق، وحقق ما يقدر بـ 59.6 مليون دولار، بانخفاض بنسبة 60٪، وهو ثالث أفضل عطلة نهاية أسبوع ثانية لفيلم ما قبل الصيف. أصبح الفيلم الأكثر ربحًا في سلسلة السريع والغاضب، وتم ذلك في غضون عشرة أيام (استغرق الرقم القياسي السابق الذي احتفظ به السريع والغاضب 6 خمسة عشر أسبوعًا للوصول إلى إجمالي إيرادات 238.67 مليون دولار). كما أنه سجل الرقم القياسي لأكبر إجمالي إيرادات في نهاية الأسبوع الثاني في أبريل. تصدر شباك التذاكر لأربعة عطلات نهاية أسبوع متتالية، فأصبح أول فيلم يتصدر شباك التذاكر لأربعة عطلات نهاية أسبوع متتالية منذ مباريات الجوع (2012) وواحد من 29 فيلمًا فقط منذ عام 1985 حقق أربعة انتصارات متتالية في شباك التذاكر خلال عروضهم المسرحية، على الرغم من أن هذا يعتمد بشكل كبير على العديد من العوامل، بما في ذلك وقت الإصدار والمنافسة حولها. أنهى الفيلم مسيرته المسرحية في 24 يوليو 2015، حيث تم عرضه في المسارح لما مجموعه 112 يومًا وأصبح الفيلم الحادي والثلاثين الأعلى ربحًا على الإطلاق، وخامس أعلى فيلم في عام 2015، والفيلم الأكثر ربحًا في سلسلة السريع والغاضب، وثاني أعلى فيلم عالمي في عام 2015 (خلف العالم الجوراسي والتوابع (2015)) وخامس أعلى فيلم توزيعه بواسطة يونيفرسال.

#### خارج أمريكا الشمالية
خارج الولايات المتحدة وكندا، أصبح الفيلم ثالث أعلى الأفلام ربحًا، وأعلى فيلم ربحاً ليونفيرسال والأعلى ربحًا في عام 2015. في 26 أبريل 2015، أصبح ثالث فيلم في تاريخ السينما يربح أكثر من مليار دولار في الخارج. افتتح يوم الأربعاء، 1 أبريل 2015، في 12 دولة، وكسب 16.9 مليون دولار (بما في ذلك من عروض من 22 دولة). تم افتتاحه في 33 دولة أخرى يوم الخميس، 2 أبريل، لما مجموعه 45 دولة، وكسب 43 مليون دولار من 8407 شاشات، مسجلاً أعلى ربح لشركة يونيفرسال بيكشرز يوم الخميس في الخارج على الإطلاق، وبإجمالي مبلغ إجمالي 60 مليون دولار خلال يومين. عُرِضَ في 20 دولة أخرى إضافية يوم الجمعة، 3 أبريل، وحقق 59.2 مليون دولار من 9,935 شاشة في 63 دولة، وبإجمالي 120.6 مليون دولار في ثلاثة أيام. حقق الفيلم أرقامًا قياسية في جميع الأوقات في يوم الافتتاح في 15 دولة بما في ذلك الأرجنتين وتشيلي وكولومبيا والمكسيك والهند وإندونيسيا والشرق الأوسط وتايلاند، وأرقاماً قياسية في يوم الافتتاح بالنسبة لسجلات يونيفرسال بيكشرز في 40 دولة بما في ذلك أستراليا والبرازيل وألمانيا وإيطاليا والمكسيك. خلال يوم الأحد، 5 أبريل، حصل على إجمالي إيرادات من أربعة أيام في عطلة نهاية الأسبوع الافتتاحي ما يقارب 250.4 مليون دولار من 10683 شاشة في 64 دولة، وهو رابع أعلى افتتاح دولي على الإطلاق، حيث وصل إلى المركز الأول في شباك التذاكر حقق إجمالي إيرادات في عطلة نهاية الأسبوع الافتتاحي من عروض آيماكس ما يقرب من 7.5 مليون دولار من 175 شاشة آيماكس، محطمًا الرقم القياسي لأكبر إجمالي إيرادات في أبريل لعروض آيماكس، والذي كان يحمل هذا الرقم سابقًا كابتن أمريكا: جندي الشتاء (2014) (حقق 6.43 مليون دولار). سجل الافتتاح أرقام قياسية في عطلة نهاية الأسبوع في 29 دولة بما في ذلك الأرجنتين والبرازيل وتشيلي وكولومبيا ومصر وماليزيا والمكسيك والشرق الأوسط ورومانيا وتايوان وتايلاند وفنزويلا وفيتنام. في عطلة نهاية الأسبوع الثاني، احتل المركز الأول وانخفضت تدريجياً بنسبة 20.4٪ ليصل إلى 198.7 مليون دولار (بما في ذلك إجمالي يوم الافتتاح في الصين) من 18374 شاشة في 66 منطقة نتيجة لمنافسة طفيفة، وبقي في المرتبة الأولى في جميع المناطق الـ 63 حيث صدر الأسبوع الماضي. بالإضافة إلى ثلاث دول جديدة في عطلة نهاية الأسبوع الثاني؛ الصين وروسيا وبولندا. كسب 167.9 مليون دولار في عطلة نهاية الأسبوع الثالث، وتصدر شباك التذاكر خارج أمريكا الشمالية لثلاث عطلات نهاية أسبوع متتالية، حتى تجاوزه المنتقمون: عصر ألترون (2015) في رابع عطلة نهاية أسبوع.
حقق الفيلم نجاحًا كبيرًا في شباك التذاكر في الصين. تم افتتاحه هناك في 12 أبريل وحقق رقمًا قياسيًا في منتصف الليل؛ إذ بلغ 8.05 مليون دولار وسجّل في يوم الافتتاح بشكل عام مبلغ 68.8 مليون دولار. تضمن يوم الافتتاح رقمًا قياسيًا قدره 5 ملايين دولار من عروض آيماكس (كسر أيضًا الرقم القياسي السابق لـ المتحولون: عصر الانقراض (2014) البالغ 3.4 مليون دولار). خلال أسبوع افتتاحه (12-19 أبريل)، حقق 245.9 مليون دولار. بالنسبة لعطلة نهاية الأسبوع وحدها، حصل على 88.7 مليون دولار من 5454 شاشة (من الجمعة إلى الأحد) و182.4 مليون دولار (من الاثنين إلى الأحد) في شباك التذاكر الصيني. حقق مليار يوان صيني CN¥1 في خمسة أيام - أسرع وقت لفيلم يحقق فيه الرقم - وسرعان ما أصبح الفيلم الأجنبي الأعلى ربحًا في الصين على الإطلاق، وفي 15 يومًا، ارتفعت إيراداته في الصين بشكل هائل وتجاوز في الصين نظيره في كندا والولايات المتحدة وأصبح أول فيلم في الصين يحقق أكثر من 2 مليار رنمينبي. يعود الفضل في نجاح الفيلم إلى شركة مجموعة أفلام الصين (بالإنجليزية: China Film Group Corporation)‏، وهي شركة توزيع الأفلام المملوكة للدولة، والتي استثمرت الفيلم بشكل كبير، وبحسب ما ورد حصلت على حصة 10٪.
أكبر افتتاح خارج أمريكا الشمالية والصين كان في المكسيك (21.5 مليون دولار)، والمملكة المتحدة وأيرلندا ومالطا (18.7 مليون دولار)، وألمانيا (15.9 مليون دولار)، وروسيا ورابطة الدول المستقلة (15.9 مليون دولار)، والبرازيل (11.4 مليون دولار)، وفرنسا (11.4 مليون دولار)، وأستراليا (11.3 مليون دولار)، وتايوان (10.3 مليون دولار)، والأرجنتين (9.3 مليون دولار)، وكوريا (8.9 مليون دولار)، والهند (8.7 مليون دولار)، وإيطاليا (8.2 مليون دولار)، وماليزيا (7.3 مليون دولار)، وإسبانيا (6.3 مليون دولار)، وفنزويلا (6 ملايين دولار)، وتايلاند (6 ملايين دولار)، وكولومبيا (5.2 مليون دولار)، وباكستان (2.4 مليون دولار). في الإمارات العربية المتحدة، حيث تم تصوير أجزاء من الفيلم، افتتح الفيلم ونال مبلغ 4.8 مليون دولار. من بين 68 دولة تم إصداره فيها، كانت الدولة الوحيدة التي لم يكن الفيلم فيها في المرتبة الأولى هي اليابان (تم إصداره محليًا بعنوان Wild Speed: Sky Mission) حيث كسب 6.2 مليون دولار في عطلة نهاية الأسبوع الافتتاحية، خلف الفيلم الياباني دراغون بول زد: إعادة إحياء "إف" (2015) (7.6 مليون دولار) والمحقق كونان: تباعات الشمس الجهنمية (2015) (7.4 مليون دولار). أصبح الفيلم هو الفيلم الأعلى ربحًا على الإطلاق في الأرجنتين وكولومبيا والإكوادور وإندونيسيا وماليزيا وجنوب إفريقيا والإمارات العربية المتحدة وأوروغواي وترينيداد وفيتنام وأعلى أفلام يونيفرسال بيكشرز على الإطلاق في 29 دولة بما في ذلك الأرجنتين والصين والإكوادور ومصر والهند وإندونيسيا ولبنان وماليزيا والمكسيك وباراغواي وبيرو وتايلاند وتركيا والإمارات العربية المتحدة وفيتنام. في أمريكا اللاتينية، أصبح الفيلم ثاني أعلى الأفلام ربحًا (200 مليون دولار)، وهي المرة الأولى التي تصل فيها شركة يونيفرسال إلى هذا الإنجاز وثاني فيلم في التاريخ يربح أكثر من 200 مليون دولار بعد فيلم المنتقمون (2012). في إجمالي الأرباح، أكبر البلدان خارج الولايات المتحدة وكندا هي الصين (391.2 مليون دولار) والمملكة المتحدة وأيرلندا ومالطا (60 مليون دولار) والمكسيك (51.7 مليون دولار) والبرازيل (46.6 مليون دولار) وألمانيا (42.8 مليون دولار). حقق إجمالي 39 مليون دولار إيرادات في مبيعات تذاكر عروض آيماكس في الصين، وهو الأكبر على الإطلاق في السوق.

### استقبال الجمهور
تلقى فيلم الغضب 7 مراجعات إيجابية، حيث أشاد النقاد بمجموعة العمل في الفيلم وعروضه وتكريمه المؤثر لووكر. أبلغ موقع مجمع المراجعة على الويب روتن توميتوز عن نسبة موافقة بلغت 82٪ بمتوسط درجة 6.71 / 10، بناءً على 271 مراجعة. يقرأ الإجماع النقدي للموقع أن الفيلم «قدّم جولة جديدة من الإثارة الفائقة مع إضافة ثقل درامي غير متوقع، يحافظ الغضب 7 على حركة الامتياز بأكثر من طريقة.» نال الفيلم على ميتاكريتيك 67 من أصل 100، بناءً على 50 منتقدًا، مما يُشير إلى «المراجعات الإيجابية بشكل عام». الجماهير التي استطلعت آراؤها سينماسكور أعطت الفيلم متوسط درجة "A" على مقياس A+ إلى F.
حصل الفيلم على تقييمات إيجابية للغاية عند إطلاقه في عرض سري في مهرجان SXSW السينمائي 2015 في 16 مارس 2015. وأشار رامين ستوده من فارايتي أن المعجبين بدأوا يصطفون في الخارج قبل أربع ساعات من الموعد المقرر لبدء الفيلم. اختتم الفيلم بتكريم ووكر، الذي ترك الكثيرين في المسرح «يمسكون دموعهم». أعطى الناقد ديف بالمر الفيلم 7/10، قائلاً: «الغضب 7 هو نوع الفيلم الذي قضى مايكل باي حياته المهنية بأكملها في محاولة صنعه: مليء بلقطات لنساء يرتدين ملابس ضيقة وسيارات سريعة وسرد واحدة ذكي».
أعطى أنتوني سكوت من صحيفة نيويورك تايمز الفيلم نجمتين ونصف من أصل خمسة وقال: «يوسع الغضب 7 أخلاقيات أسلافه الشاملة والمقاومة للصور النمطية. مقارنة بأي مشروع استوديو كبير آخر، موضة أفلام سلسلة الغضب تمارس تعددًا ثقافيًا لامعًا وغير كبير، وتؤيد كلاً من النسوية والتقليدية المحلية.»
وانتقد جون ديفور من هوليوود ريبورتر الفيلم ووصفه بأنه «مسلي بغباء» قائلا إن وقت العرض «مبالغ فيه». وشبّه مشاهدة الفيلم بلعبة مروّعة، بالإضافة إلى انتقاد السيناريو.

### الجوائز
فاز الفيلم بثماني جوائز بما في ذلك عدة من جوائز جوائز اختيار المراهقين، وترشّح لسبعة عشر جائزة بما في ذلك جوائز زحل وجوائز إم تي في للأفلام وجوائز الغولدن غلوب وجوائز اختيار النقاد للأفلام.

## الجزء التالي
الجزء الثاني بعنوان «مصير الغضب 8» (بالإنجليزية: The Fate of the Furious)‏، وهو من إخراج إف غاري غراي وكتابة كريس مورغان، وتم إصداره في 14 أبريل 2017.

## وصلة خارجية
- الموقع الرسمي
- الغضب 7 على موقع IMDb (الإنجليزية)
- الغضب 7 على موقع ميتاكريتيك (الإنجليزية)
- الغضب 7 على موقع الموسوعة البريطانية (الإنجليزية)
- الغضب 7 على موقع روتن توميتوز (الإنجليزية)
- الغضب 7 على موقع نتفليكس (الإنجليزية)
- الغضب 7 على موقع قاعدة بيانات الأفلام العربية
- الغضب 7 على موقع ألو سيني (الفرنسية)
- الغضب 7 على موقع Turner Classic Movies (الإنجليزية)
- الغضب 7 على موقع أول موفي (الإنجليزية)
- الغضب 7 على موقع بوكس أوفيس موجو (الإنجليزية)